# Aristolochia maranonensis
Aristolochia maranonensis är en piprankeväxtart som beskrevs av Oswald Schmidt. Aristolochia maranonensis ingår i släktet piprankor, och familjen piprankeväxter. Inga underarter finns listade i Catalogue of Life.